# Rusia la Concursul Muzical Eurovision Junior 2007
Rusia, în 2007, la Concursul Muzical Eurovision Junior, a fost reprezentată de Alexandra Golovchenko, obținând locul 6 cu 105 puncte. 

## Selecția Națională
În Selecția Națională au concurat 20 de melodii.